# Финляндия на летних Олимпийских играх 1932
На Летних Олимпийских играх 1932 года Финляндию представляло 40 спортсменов (все — мужчины), выступивших в 5 видах спорта. Они завоевали 5 золотых, 8 серебряных и 12 бронзовых медалей, что вывело финскую сборную на 7-е место в неофициальном командном зачёте.

## Медалисты
| Медаль  | Спортсмен                                                                                  | Вид спорта            | Дисциплина                              |
| ------- | ------------------------------------------------------------------------------------------ | --------------------- | --------------------------------------- |
| Золото  | Волмари Исо-Холло                                                                          | Лёгкая атлетика       | Мужчины, 3000 м с препятствиями         |
| Золото  | Лаури Лехтинен                                                                             | Лёгкая атлетика       | Мужчины, 5 км                           |
| Золото  | Матти Ярвинен                                                                              | Лёгкая атлетика       | Мужчины, метание копья                  |
| Золото  | Херманни Пихлаямяки                                                                        | Борьба                | Мужчины, вольная борьба, до 61 кг       |
| Золото  | Вяйнё Коккинен                                                                             | Борьба                | Мужчины, греко-римская борьба, до 79 кг |
| Серебро | Хейкки Саволайнен                                                                          | Спортивная гимнастика | Мужчины, перекладина                    |
| Серебро | Матти Сиппала                                                                              | Лёгкая атлетика       | Мужчины, метание копья                  |
| Серебро | Франс Вильгельм Пёрхёля                                                                    | Лёгкая атлетика       | Мужчины, метание молота                 |
| Серебро | Волмари Исо-Холло                                                                          | Лёгкая атлетика       | Мужчины, 10 км                          |
| Серебро | Акиллес Ярвинен                                                                            | Лёгкая атлетика       | Мужчины, десятиборье                    |
| Серебро | Кюёсти Луукко                                                                              | Борьба                | Мужчины, вольная борьба, до 79 кг       |
| Серебро | Вяйнё Каяндер                                                                              | Борьба                | Мужчины, греко-римская борьба, до 72 кг |
| Серебро | Онни Пеллинен                                                                              | Борьба                | Мужчины, греко-римская борьба, до 87 кг |
| Бронза  | Бруно Альберг                                                                              | Бокс                  | Мужчины, до 66,7 кг                     |
| Бронза  | Хейкки Саволайнен                                                                          | Спортивная гимнастика | Мужчины, личное первенство              |
| Бронза  | Хейкки Саволайнен                                                                          | Спортивная гимнастика | Мужчины, брусья                         |
| Бронза  | Эйнари Терясвирта                                                                          | Спортивная гимнастика | Мужчины, перекладина                    |
| Бронза  | Эйнари Терясвирта Хейкки Саволайнен Мартти Уосиккинен Маури Нюберг-Норома Вейкко Пакаринен | Спортивная гимнастика | Мужчины, командное первенство           |
| Бронза  | Лаури Виртанен                                                                             | Лёгкая атлетика       | Мужчины, 10 км                          |
| Бронза  | Лаури Виртанен                                                                             | Лёгкая атлетика       | Мужчины, 5 км                           |
| Бронза  | Армас Тойвонен                                                                             | Лёгкая атлетика       | Мужчины, марафон                        |
| Бронза  | Эйно Пенттиля                                                                              | Лёгкая атлетика       | Мужчины, метание копья                  |
| Бронза  | Аатос Яскари                                                                               | Борьба                | Мужчины, вольная борьба, до 56 кг       |
| Бронза  | Эйно Лейно                                                                                 | Борьба                | Мужчины, вольная борьба, до 72 кг       |
| Бронза  | Лаури Коскела                                                                              | Борьба                | Мужчины, греко-римская борьба, до 61 кг |